# 베이다이커
베이다이커 또는 검은등다이커(Cephalophus dorsalis)는 숲에서 사는 다이커의 일종으로 가봉과 카메룬 남부, 콩고 북부 지역 그리고 시에라리온과 라이베리아, 코트디부아르 남부의 일부 지역, 가나, 베냉에서 발견된다. 오길비다이커의 아종으로 추측하기도 한다.
베이다이커의 어깨 높이는 5cm, 몸무게는 약 20kg 정도이다. 어두운 갈색 털에 검은 줄무늬가 등쪽을 따라 코부터 꼬리까지 이어지며, 배 아래쪽은 희고 눈 위에 힌 반점이 있다. 나선형의 작은 뿔이 5~10cm 정도 자란다.
울창한 열대 우림에서 살며, 주식은 식물이지만 곤충과 알 그리고 작은 새도 먹는다. 야행성 동물로 낮에는 덤불과 땅 위로 올라온 나무 뿌리 위 또는 나무 구멍 속에서 휴식을 취한다. 울창한 밀림 속에서 정해진 이동 경로를 따라 규칙적으로 움직인다. 베이다이커는 다른 베이다이커와는 떨어져서 혼자 또는 둘이 짝을 지어 산다.